# Улица Адмирала Макарова (Липецк)
У́лица Адмира́ла Мака́рова — улица в Левобережном округе Липецка.

## Расположение
Проходит в Новолипецке от улицы Зои Космодемьянской до Ферросплавной улицы параллельно проспекту Мира и улице Дзержинского (чётная сторона). Пересекает улицы Прокатную и Адмирала Лазарева. К нечётной стороне примыкают Берёзовая улица и Задонский переулок, к чётной — сквер имени Франценюка и улица Невского.

## История
Образована 20 августа 1957 года. Названа в честь адмирала С. О. Макарова (1848—1904).
Чётная сторона улицы застроена домами средней этажности, а нечётная до пересечения с Задонским переулком — сосновый лес, где расположены спортивные объекты, парк Металлургов и учреждения здравоохранения, причём все под № 1 с разными литерами. Так, в доме 1в находится дворец спорта «Нептун» (открыт 23 июля 1968 года), в нескольких корпусах, объединённых номером 1а, расположены Липецкий кожно-венерологический диспансер и детская поликлиника Центральной городской клинической больницы, в корпусах под № 1е — онкологические больница и диспансер. В 2009 году в районе лыжной базы в парке Металлургов открылся спортивный комплекс НЛМК (ул. Адмирала Макарова, 1м).
От пересечения с Задонским переулком до конца нечётной стороны — частная застройка.
В 1961 году на улице Адмирала Макарова смонтирован первый крупнопанельный дом серии 1-464.
Между домами № 20 и 20а расположен сквер имени Франценюка.
На углу с улицей Зои Космодемьянской находится автобусная станция «Площадь Мира».

## Транспорт
- к домам начала улицы — авт. 6, 6к, 8, 17, 27, 28, 30, 33, 33а, 40, 40а, 106, 106А, 112, 306, 308к, 317, 321, 322, 325, 330, 332, 343 ост.: «Пл. Мира».
- к домам середины улицы — авт. 8, 17, 27, 28, 30, 33, 33а, 40а, 306, 308к, 317, 321, 322, 325, 330, 332 ост.: «Пл. Франценюка».
- к домам конца улицы — трам. 5, 5к; авт. 8, 17, 20, 27, 28, 30, 33, 33а, 40а, 306, 308к, 317, 321, 322, 325, 330, 332 ост.: «Пл. Металлургов», «Прокатная ул.».